# Togos fodboldlandshold
Togos landshold, med øgenavnet Les Eperviers (Spurvehøgen), er kontrolleret af "Fédération Togolaise de Football".
De deltog ved VM i fodbold 2006, men fik ingen point. I 2010 under African Nations Cup i 2010 blev deres holdbus ramt af et terrorangreb i Angola, hvor tre døde og ni blev såret. Fodboldholdet boykottede herefter turneringen i protest mod terrorangrebet, og blev herefter diskvalificeret til de næste to turneringer af Confederation of African Football (CAF).